# Avenida Malvinas Argentina - Bulnes
La Avenida Malvinas Argentinas y Avenida Bulnes es un tramo de dos avenidas cordobesas totalmente asfaltadas, que discurren paralelamente entre sí separadas por pocos metros de distancia en el sector este de esta ciudad argentina. Las mismas tienen un recorrido de aproximadamente 12 km y se extienden desde la Av. Juan B. Justo hasta la Circunvalación, donde se convierte en la  RP A088  . 
La avenida Malvinas corre por el norte y a tan solo 40 metros al sur, corre la avenida Bulnes, ambas separadas por la activa vía del FFCC Belgrano.
La avenida Bulnes inicia sin compañía de la avenidas Malvinas. A la altura del predio Forja, inicia la avenida del norte tras cruzar las vías férreas. Luego de cruzar la avenida de Circunvalación tres kilómetros al oeste, la avenida Bulnes se une a avenida Malvinas. 
Con este nombre, continúa 5 kilómetros hacia el barrio General Arenales, en el límite entre el departamento Capital y el departamento Colón.

## Toponimia
La Avenida Malvinas Argentinas lleva este nombre en homenaje a las Islas Malvinas, territorio en disputa entre Argentina e Inglaterra. La avenida Bulnes tiene su nombre en homenaje al político y líder partidario cordobés, Eduardo Bulnes.

## Transporte sobre la avenida
Además de diferentes líneas de media y larga distancia, por esta arteria discurren las líneas urbanas que se mencionan a continuación:
| Corredor | Líneas                  |
| -------- | ----------------------- |
|          | - C - C2 - C3 - C5 - C6 |